# Aletta Jacobshal
De Aletta Jacobshal is een gebouw van de Rijksuniversiteit Groningen, vernoemd naar Aletta Jacobs. Het gebouw, gelegen op het Zernikecomplex, bestaat uit tentamenhallen en collegezalen en heeft een oppervlakte van 12000 m².
Tussen eind 2018 en begin 2020 onderging de Aletta Jacobshal een verbouwing. Er werden twee nieuwe collegezalen met 200 en 450 zitplaatsen gerealiseerd. Ook werd er een nieuwe tentamenruimte gebouwd met plek voor 590 studenten. In totaal zijn er nu 5 tentamenruimtes en 3 collegezalen.
Onder het gebouw is een stalling voor 1550 fietsen. Op het dak liggen 576 zonnepanelen.

## Wetenswaardigheden
- In 2016 was er een petitie over het veranderen van de felle oranje kleur in de ontvangsthal van het gebouw.[6]

## Galerij

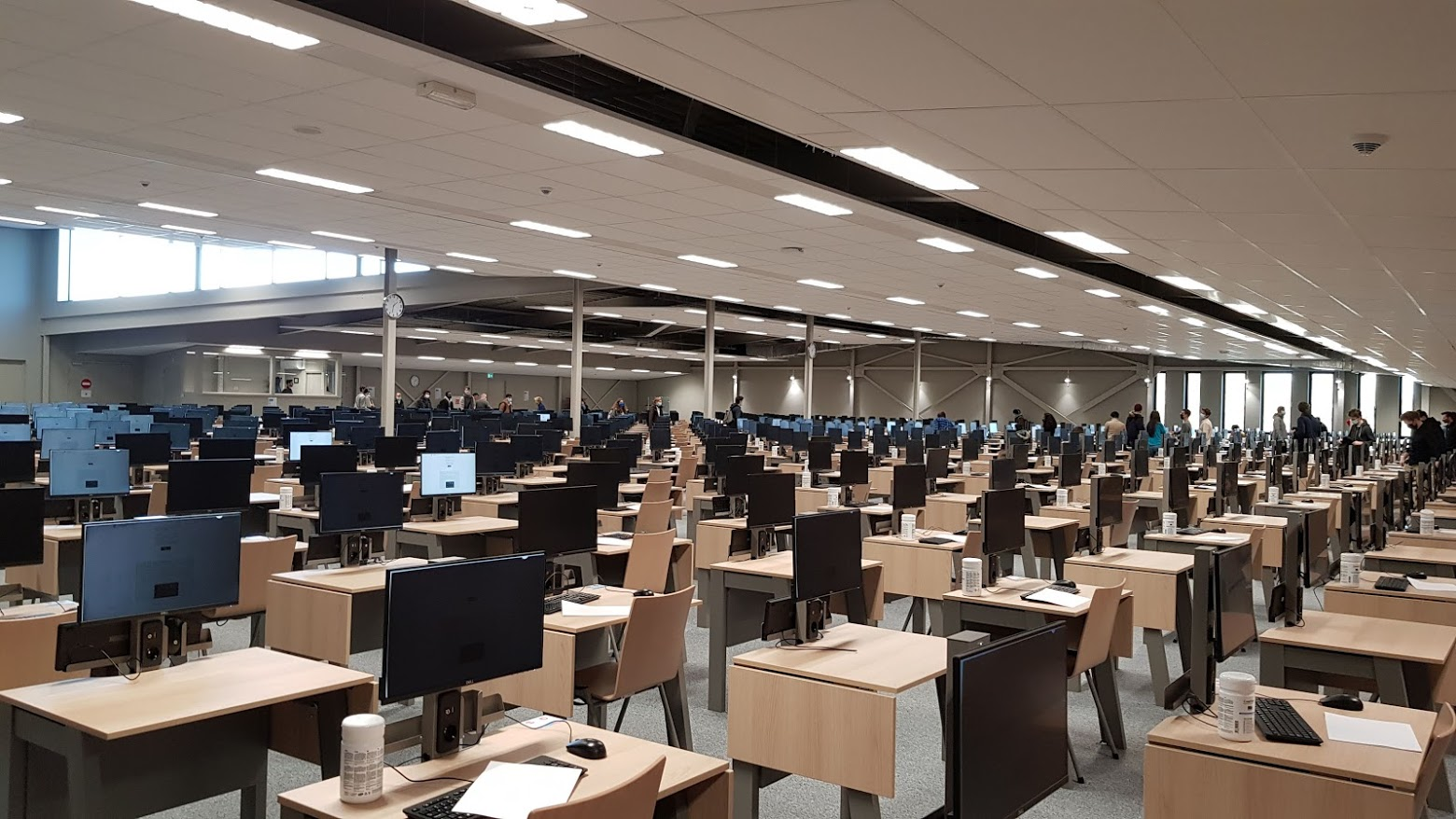
Tentamenhal voor digitale toetsen. Er is plek voor 590 studenten.
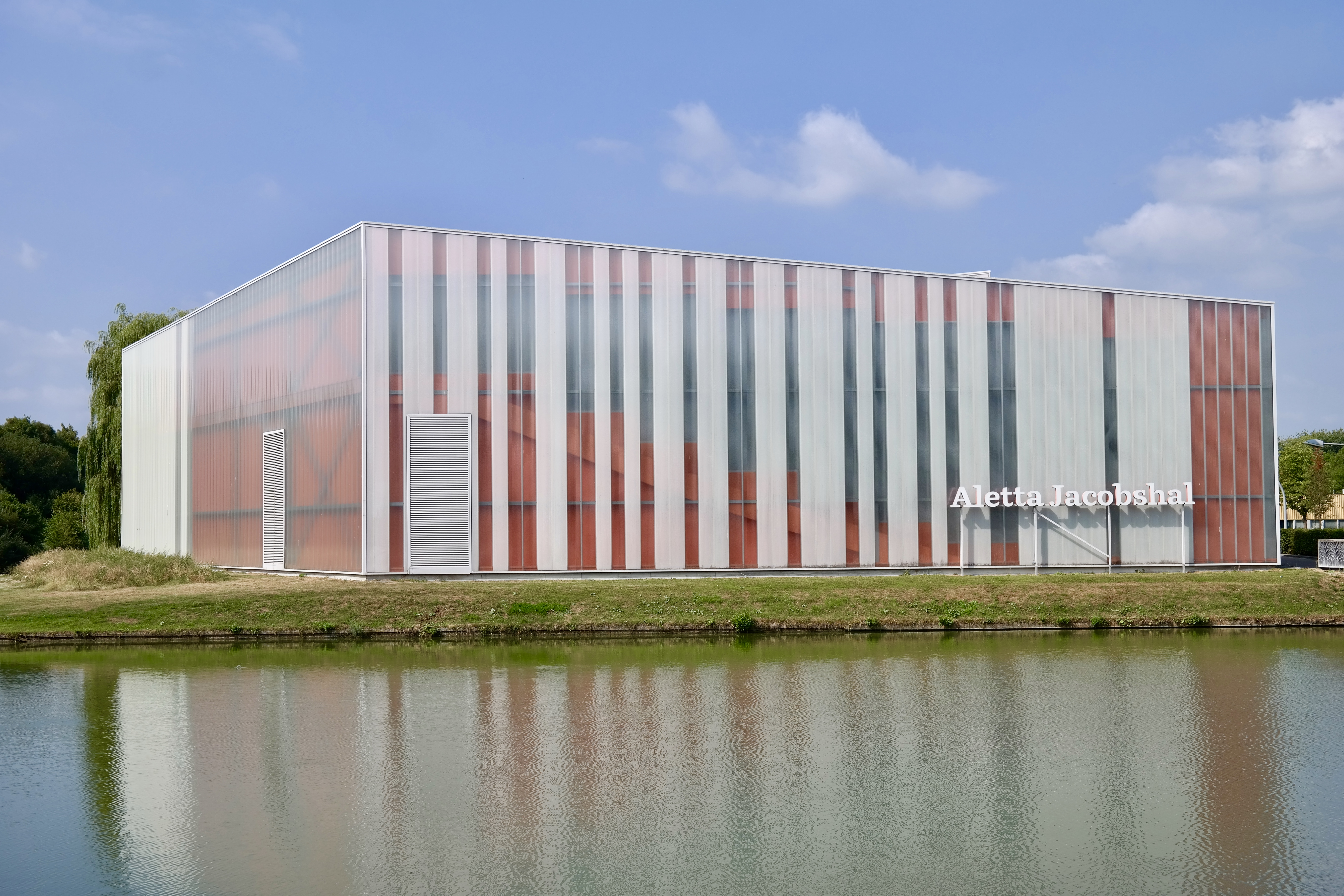
De oostzijde voor de verbouwing
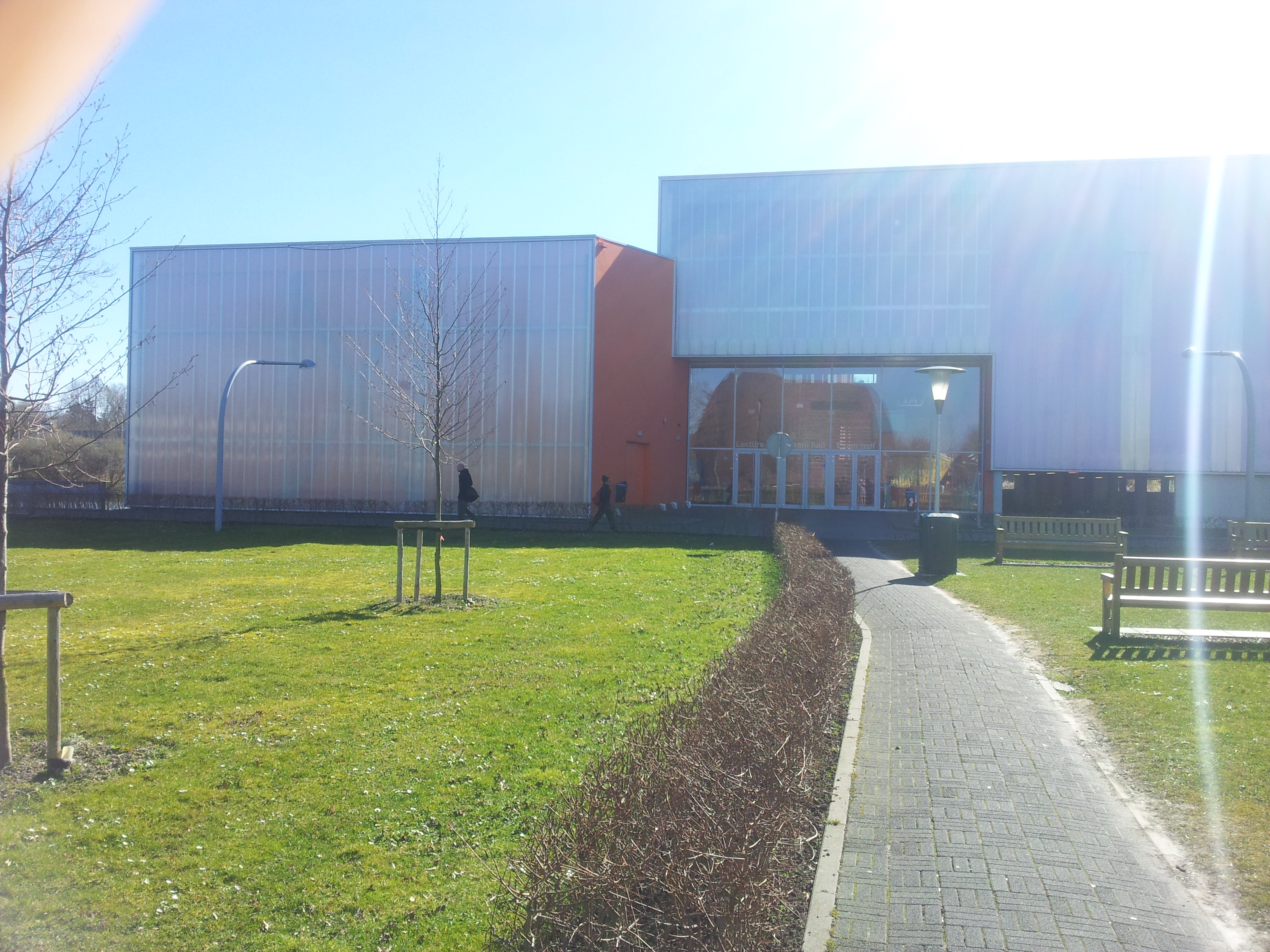
Ingang voor de verbouwing